# Bardy
Bardy (in tedesco Bartin) è una frazione polacca situata nel comune di Dygowo, nel distretto di Kołobrzeg, nel voivodato della Pomerania Occidentale, nella Polonia nord-occidentale. Si trova a circa 3 km a sud di Dygowo e a 12 km a sud-est di Kołobrzeg (a circa 107 km da Stettino).
Nei pressi della frazione si trova l'antico insediamento slavo-scandinavo di Bardy-Świelubie.